# Anna Ciecierska
Anna Gertruda z Malechowskich Ciecierska (ur. 28 marca 1719 roku w Biezdrowie, zm. 19 października 1791 w Margońskiej Wsi) – polska szlachcianka, ziemianka.

## Życiorys
Była córką Macieja Malechowskiego herbu Abdank, łowczego kaliskiego i Marianny z Golińskich. 8 grudnia 1740 wyszła za mąż za cześnika podlaskiego Józefa Ciecierskiego herbu Rawa (zm. 10 maja 1744), który był posiadaczem dóbr margonińskich. Sakramentu udzielił im prymas Krzysztof Antoni Szembek. 6 grudnia 1741 urodziła córkę Mariannę Barbarę. W 1739 odbudowała Margonin po pożarze z własnych środków. W latach 1753–1755 wzniosła kościół św. Wojciecha na nowym miejscu. W jego lewej nawie wisi obraz przedstawiający św. Annę oraz Maryję, według tradycji przedstawiający podobiznę jej oraz jej córki, Marianny. Zbudowała pałac w Margońskiej Wsi (rezydencję Skórzewskich). W 1755 dokupiła do posiadanych już dóbr Sypniewo, Dziewoklucz, Nadolnik, Zbyszewice oraz Żoń. W Żoniu wyremontowała miejscowy kościół. Systematycznie wspierała klasztor karmelitów w Kcyni, gdzie modliła się o uzdrowienie córki, która faktycznie niebawem wyzdrowiała. Pochowano ją w krypcie kościoła św. Wojciecha w Margoninie.